# 산청 완계서원
산청 완계서원(山淸 浣溪書院)은 대한민국 경상남도 산청군 신등면 단계리에 있는 서원이다. 2018년 7월 12일 경상남도의 문화재자료 제648호로 지정되었다.

## 지정 사유
완계서원은 충강공 동계 권도 권도(1575~1644)선생과 동산 권극량(1584-1631)선생을 모시기 위하여 건립된 서원으로 1788년(정조12)에 건립되었다. 완계서원은 동계선생과 동산선생을 모신 서원으로 1788년 조성되었다가 훼철된 뒤 다시 복원된 서원이다. 대문과 내삼문 및 사당, 그리고 동재는 최근에 구성되었지만, 정당인 강당은 1874년 중건된 이후 원래의 구성을 유지해 온 것으로 보인다. 전체적으로 서원의 격을 유지하고 있으므로, 교육적 역사적 자료 등으로 활용가치가 높아 문화재자료로 지정하여 보존하고자 한다.